# Bitka pri Šmarju
V bitki pri Šmarju (nemško Gefecht bei St. Marein) so se 12. septembra 1813 enote Italijanskega kraljestva in Ilirskih provinc spopadle z napredujočimi enotami Avstrijskega cesarstva, sestavljenimi iz hrvaških graničarjev. Kljub temu, da so bile francosko-italijanske čete v veliki premoči, so avstrijski hrvaški graničarji zmagali in Italijanski kraljevi gardi zadali boleč poraz.
Francoske enote je osebno vodil podkralj Italijanskega kraljestva Eugène de Beauharnais, Napoleonov posinovljenec. Avstrijske čete, ki so bile sestavljene iz hrvaških graničarjev, je vodil polkovnik Bogdan Milutinović.

## Dogodki pred bitko
Avstrija je Franciji napovedala vojno 10. avgusta 1813. Vojno proti Ilirskim provincam je vodila notranjeavstrijska vojska, ki ji je poveljeval general baron Johann von Hiller. V začetku vojne je imelo uspehe predvsem avstrijsko levo krilo, ki ga je tvorila divizija generala Pavla Radivojevića, sestavljena iz treh brigad. Brigada generalmajorja Rebrovića je prodirala iz smeri Zagreba proti Novemu mestu in naprej proti Višnji gori, brigada generalmajorja grofa Lavala Nugenta pa proti Reki in Ilirski Bistrici.
Podkralj Beauharnais, ki od levega krila Avstrijcev ni pričakoval takšnega odpora, se je odločil, da ga bo zlomil z vsemi svojimi silami. Sam se je skupaj z gardo odpravil proti Ljubljani, poklical pa je tudi enote iz Drave in zgornje Save. Ko bi napadel in uničil jedro avstrijskega levega krila, bi s tem hkrati odrezal enote generala Nugenta.
9. septembra je polkovnik Milutinović z enim bataljonom 8. Gradiškega graničarskega polka iz Nove Gradiške in enim oddelkom huzarjev zasedel položaje na gričih na jugovzhodnem obrobju Ljubljanskega barja. Jedro enot je imel pred Šmarjem, levo krilo nad Gumniščem do Iga, desno pa nad Lisičjem in v stiku z enotami 7. Brodskega graničarskega polka, ki so bile postavljene vzhodno od Ljubljane do Save. Imel je ukaz da brani položaje, oz. da se umakne proti Višnji gori le v primeru zelo resne nevarnosti.
Podkralj je z italijansko gardo prispel v Ljubljano 11. septembra, le dan pred bitko.

## Potek bitke
12. septembra ob sedmi uri zjutraj, se je na cesti iz Ljubljane pred Škofljico prikazala kolona francosko italijanske vojske. Polkovnik Milutinović je nemudoma umaknil vse enote z dislociranih položajev in jih skoncentriral na vzpetine pred Šmarjem. Položaje pri Igu in Lisičjem je opustil, za kritje levega boka je Gumnišče zasedel z eno četo, desno krilo pa je zavaroval z eno četo razporejeno v liniji proti desni. Na Škofljici, v vznožju pobočja pod položaji, je pri sprednjih hišah pustil le nekaj vojakov. Polovica čete je bila zadolžena za vzdrževanje povezave z Gumniščem. Vsi so se držali skriti za griči, le nekaj ljudi je bilo na vrhu. V tem času je polkovnik dobil okrepitve: dve četi Varaždinsko-Križevskega graničarskega polka z dvema trifuntnima topovoma.
Ob osmi uri je v nižini pred Škofljico podkralj osebno razporedil svoje enote: štiri bataljone italijanske Garde, en bataljon brigade Palombini, dva eskadrona kraljevih dragoncev in konjeniško baterijo; en bataljon od teh enot je formiral na hribu pred Gumniščem, drugega pa je poslal, da naj med hribi zaobide avstrijsko desno krilo in jim pride za hrbet. Proti Škofljici in proti povezavi z Gumniščem je poslali Tirailleurje, francoske lahke strelce, ki so se zapletli v strelske praske z Avstrijci.
Proti deseti uri so Francozi Tirailleurje umaknili in začeli obstreljevati avstrijske položaje s topovi, poleg tega so se na glavni cesti pomaknili naprej, da bi ustvarili vtis napada; Francozi so med občasnim nenadnim topniškim obstreljevanjem avstrijskih položajev razporedili svoje enote v bojne formacije, s topništvom in konjenico ob strani; v tem položaju so nato čakali na uspeh tistega bataljona, ki je imel nalogo priti za hrbet avstrijskega desnega krila.
Polkovnik Milutinović je računal, da bo ta bataljon onesposobila avstrijska okrepitev, ki jo je vsak čas pričakoval iz Višnje gore. Ob dveh popoldne je patrulja huzarjev razširila novico, da se iz hribov v zaledju avstrijskih položajev približujejo Francozi. Polkovnik je potreboval vso prisebnost, da je pomiril svoje čete in se izognil prenagljenemu umiku. Izkazalo se je, da je bila novica napačna in polkovnik je zadržal svoje položaje. Toda, bila je ura štiri popoldne in težko pričakovana okrepitev iz Višnje gore ni prispela.

Tisti bataljon Francozov, ki se je pomikal proti zaledju desnega krila, je Avstrijcem povzročal vse večjo zaskrbljenost. Kajti, če bi se morali Avstrijci umakniti, bi se znašli v zelo nevarni situaciji: pred sabo bi imeli sovražni bataljon, linija umika pa se je spuščala v amfiteater. Zato se je polkovnik Milutinović odločil, da bo sam napadel in s tem Francoze preslepil o svojem težkem položaju. S tem, ko bi bitko vzdrževali do noči, bi se lahko v primeru sile v temi lažje umaknili. Stotniku Nikiću je ukazal, da s poldrugo četo Gradiškanerjev krene nasproti francoskemu bataljonu, ki je prodiral v zaledje. 
Naročil mu je, da utrujene Francoze, ki so imeli za sabo sedem do osem urni pohod po slabih poteh preko hribov, počaka v zasedi in jih napade z vso silovitostjo. Nikiću, ki se je natanko držal navodil, je napad popolnoma uspel. Stotnik je z bajoneti napadel Francoze, ko so se ti ravno vzpenjali po pobočju proti Plešam. Popolnoma presenečeni Francozi so se razkropili v neurejenem begu. Stotnik Nikić se je nato premaknil na desni bok linije.
Ravno ko se je začelo streljanje na desnem krilu, je tudi stotnik Martini, ki je stal na položaju pri Gumnišču, dobil ukaz, da napade Francoze. Pred tem so se na desnem krilu in v centru spopadali le s Tireilleurji. Vendar so Francozi proti Gumnišču nakopičili pomemben del svojih enot, zato je moral polkovnik Milutinović to krilo vse bolj in bolj podpirati, tako da je od vseh osmih čet le še ena ostala zunaj ognja.
Toda polkovnik je svoj namen dosegel: padla je noč, iz Višnje gore pa je vkorakala brigada z generalom Rebrovićem na čelu. Ogenj je trajal do devetih zvečer. Podkralj, ki se je z generalom Grenierjem ves dan zadrževal na fronti, je ponoči ukazal francoski umik. To je bil boleč poraz za Italijansko kraljevo gardo .

### Izgube
Francozi so v bitki izgubili blizu 600 mož. Imeli so okrog 500 mrtvih in ranjenih, Avstrijci pa so zajeli 2 francoska častnika in 95 vojakov. Avstrijske izgube so bile bistveno manjše, imeli so 47 mrtvih in ranjenih in 28 zajetih.
Francozi so že na dan bitke v Ljubljano pripeljali več vozov ranjencev. Večino ranjencev pa so v Ljubljano pripeljali 13. septembra, dan po bitki. Bilo jih je za več kot 32 vozov. Dan po bitki so Francozi prisilili domačine iz Glinka in Gumnišča, da so pomagali pokopati njihove padle. Velik skupinski grob so izkopali na Garbasovi (po domače Škrebetovi) njivi nad Glinkom, precej Francozov pa so pokopali tudi okoli Gumniške cerkve. 

## Posledice bitke
Za zasluge v bitki pri Šmarju, in štiri dni kasneje v bitki pri Višnji Gori, je bil polkovnik Milutinović odlikovan z najvišjim avstrijskim vojaškim odlikovanjem, z Vojaškim redom Marije Terezije, in bil povzdignjen v barona s predikatom von Weichselburg (pl. Višnjegorski). Vojaško kariero je zaključil z visokim vojaškim činom podmaršala.

## Spomin na bitko
Rusova kapelica. V spomin na bitko so v bližini množičnega grobišča francoskih vojakov nad Glinkom v 19. stoletju postavili veliko kapelico s kipom trpečega Kristusa.
Grmada Pri Hrvatu. Na grebenu nad Gorenjim Blatom, kakšnih 10 minut hoje od Gumnišča, je kraj, ki ga domačini imenujejo Pri Hrvatu. Tukaj se na enem mestu steka šest poti, proti Gorenjemu Blatu, Gumnišču, Glinku, Zalogu, Gajničam in proti Hudi Polici. Po ljudskem izročilu, naj bi na tem mestu umrl eden od hrvaških vojakov. V spomin na bitko se je tukaj vse do sredine 20. stoletja ohranila grmada, na katero je vsak mimoidoči vrgel suho vejo.
Pesem Jakoba Zupana. Jakob Zupan, ki je bil v času bitke župnik v Šmarju, je v počastitev avstrijskih zmag pri Šmarju in pri Višnji Gori Bogdanu Milutinoviću posvetil naslednjo pesem, ki je bila prvič objavljena v nemškem kranjskem časopisu Illyrisches Blatt, v prilogi k 22. številki letnika 1832:
Todor - Milutinoviču
Slava Serpskiga imena,

Milutinovič Bogdan!

Hvali križov treh Te stena,

Hvali Višenj Te Goran.

Polkovodja Gradiškanov

Videnih spet vitezov,

Strah Frankonov, Italjanov,

Kralj-namestnik-Evgenov!

V Zalog jezar Ti Slavonov

Od Plešanov pridervi

Sedem ilijad Frankonov:

Kralj v Iblano pribeži.

Kak Martini, Jurkoviči

Tujim plašijo uho!

Šmarje, Dedindola griči

Od junakov si pojo!

Pet sto ranjenih skrivali

Plavi nam so Iliram;

Mertve Iliri vkopali,

Ne vbraniti kos volkam.

Tvoji se sami vmaknili

V tami do Medvedjeka:

Lohka tuji Te sledili

Do gorice Vančeta.

Ondi dvakrat prenočijo,

Skoro vse Ti poloviš:

Tvoji tuje nam spodijo,

Ti z Gradiško nam večniš.